# HMS Carysfort (1766)
HMS Carysfort (1766) — 28-пушечный фрегат 6 ранга Королевского флота. Спущен на воду в 1766 году в Ширнесс. Первый корабль, названный Carysfort.

## Постройка
Заказан 4−20 февраля 1764 года. Заложен в июне 1764 года на королевской верфи в Ширнесс. Спущен на воду в 23 августа 1766 года. Достроен Уильямом Греем 11 августа 1767 года там же.
Строился по чертежам HMS Tartar Слейда «с такими изменениями, какие покажутся необходимы». В отличие от предыдущих 17 фрегатов типа Coventry, строившихся у частных подрядчиков, в том числе некоторые из сосны, Carysfort строился в Ширнесс из дуба. Кроме того, Адмиралтейство торопило постройку на частных верфях, заключая контракты на 12, 11, а то и на 9 месяцев. Carysfort строился 18 месяцев от закладки до спуска на воду, что тоже способствовало его долголетию.
24 октября 1766 года был поврежден в Плимуте. Торговое судно John & Philip, (капитан Джон Уильямс, англ. John Williams) из Ливорно, входя в Стангейт-крик, навалилось ему на корму. Его владелец, Джон Мурсхед (англ. Moorshead) из Плимута отказался платить за ущерб, сказав, что столкновение было вызвано терпевшим бедствие Brilliant, при входе в Кэтуотер. Боцман и плотник Carysfort оба показали, что в столкновении виноват лоцман John & Philip.

## Служба
1767 — вступил в строй в июне, капитан Джордж Вандепут (англ. George Vandeput); Джон Тулл (англ. John Tull) назначен мастером; 8 августа он был готов выйти в Нор и в море, 25 августа прибыл в Спитхед; 31 августа ушел в Сент-Хеленс; в сентябре в Плимут-саунд. 20 сентября ушел в Средиземное море.
Октябрь — Гибралтар, где запросил нового парусного мастера, так как назначенный ранее Джон Стерт (англ. John Sturt) бежал; декабрь — Кадис.
1769 — май, капитан Вандепут был представлен германскому императору в Ливорно, а в 1770 году по возвращении в Англию он был назначен на HMS Solebay.
1770 — февраль, капитан Уильям Хей (англ. William Hay), Средиземное море; 9 мая ушел на Ямайку; сел на мель во Флоридском проливе, но снялся.
1771 — вернулся в Англию.
1772 — 9 апреля ушел на Ямайку.
1773 — июль, выведен в резерв и рассчитан.

### Американская революционная война
Участвовал в Американской революционной войне.
1775 — сентябрь, оснащение в Чатеме для заморской службы, по февраль 1776 года; декабрь, введен в строй, капитан Роберт Фэншоу (англ. Robert Fanshaw).
1776 — 8 апреля ушел в Северную Америку; август-сентябрь, был при штурме Нью-Йорка; 15 августа был в бухте Кип.
1777 — апрель-май, оснащение в Плимуте для заморской службы.
1778 — 5—12 сентября был в рейде Грея; капитан Фэншоу, с генерал-майором Греем и отрядом армии, уничтожили 24 вооруженных судна и лодки мятежников на Мартас-Винъярд и в соседних портах и заливах; ноябрь(?), вернулся в Англию, выведен в резерв и рассчитан.
1779 — август, возвращен в строй, капитан Уильям Камминг (англ. William Cumming); присоединился к эскадре в Даунс; декабрь, ремонт и обшивка медью в Чатеме, для службы в Канале.
1780 — март, вышел из ремонта; 13 июня взял французский корсар L’Espérance; ноябрь, капитан Уильям Пикок (англ. William Peacock); декабрь, ушел в Северную Америку.
1782 — 24 мая взял американский приватир General Galvez; декабрь, капитан Джон Маркхэм (англ. John Markham).
1783 — январь, выведен в резерв и рассчитан.

### Межвоенные годы
1785 — апрель-июль, капитальный ремонт на верфи Taylor в Ротерхайт.
1786 — ноябрь, оснащение в Дептфорде по январь 1787 года; декабрь, введен в строй, капитан Мэтью Смит (англ. Mattew Smith).
1787 — апрель, ушел в Средиземное море.
1790 — май, выведен в резерв и рассчитан.

### Французские революционные войны
1793 — апрель-сентябрь, ремонт в Дептфорде; август, введен в строй, капитан Френсис Лафоре́ (англ. Francis Laforey).
1794 — 29 мая у мыса Лэндс-энд отбил у французов захваченный ранее Castor.
HMS Castor, исходно под командованием капитана Томаса Трубриджа, был захвачен 20 днями раньше французской эскадрой Жозефа-Мари Ньелли (фр. Joseph-Marie Nielly). В момент обнаружения Castor с французской призовой партией шел обратно во Францию, ведя на буксире голландский бриг. Французы обрубили буксир и час с четвертью отбивались от Carysfort, но затем сдались. Потери Carysfort составили 1 убитого и 4 раненых, в то время как у французов было 16 убитых и 9 раненых. Были освобождены штурманский помощник и 18 матросов британского экипажа, но Трубридж и большинство остальных были переведены на флагман Ньелли Sans Pareil, и им пришлось ждать поражения французского флота при Первом июня и захвата Sans Pareil, прежде чем они получили свободу.
Carysfort отбуксировал Castor в британский порт. Но затем возник спор по поводу призовых денег. Комиссия постановила что, поскольку в момент захвата Castor вели во французский порт, он еще не был французским военным кораблем, и таким образом Carysfort просто возвратил британский корабль. Это означало, что Лафоре и его люди могут претендовать на спасение, но не на прибыльный военный приз. Лафоре заявил протест и дело перешло к сэру Джеймсу Марриотту (англ. James Marriott), судье Верховного Адмиралтейского суда. Пленный французский капитан был вызван для дачи показаний и сообщил, что Ньелли имел полномочия:

осуждать, вооружать, оснащать, и оборудовать все призы, какие сочтет пригодными для службы Французской республике.
Оригинальный текст (англ.)condemn, arm, fit-out, and equip, all such prizes as he might think calculated for the service of the French republic.

Марриотт постановил, что Castor соответствовал критерию такого приза, и следовательно, присудил его полную стоимость Лафоре и команде Carysfort. Кроме того, в 1847 году люди Carysfort были награждены медалями «За службу на флоте» с планкой «Carysfort 29 May 1794», однако получать награду никто не пришел.
1795 — капитан Джон Мюррей (англ. John Murray).
1796 — 24 февраля ушел в Ост-Индию; март, капитан Томас Александер (англ. Thomas Alexander); 19 августа взял 16-пушечный французский Alerte; декабрь, капитан Джон Тернор (англ. John Turnor).
1798 — капитан Уильям Хиллз (англ. William Hills), Ост-Индия; декабрь, капитан Вашон Баллард (англ. Volant Vashon Ballard).
1800 — август, капитан Адам Драммонд (англ. Adam Drummond).
1801 — апрель-июнь, оснащение в Портсмуте; в конце июня Carysfort и HMS Argo вышли с транспортами, имея на борту 85-й полк и 40 орудий. Встречные ветры 11 июля заставили их зайти в Торбей. 2 декабря Carysfort вернулся с Мадейры.

### Наполеоновские войны
1802 — с 26 января в крейсерстве, вернулся 26 февраля. Летучий отряд по перехвату контрабандистов состоял из Carysfort, HMS Imogene, HMS Rosario и HMS Peterel, командовал капитан Кинг на HMS Sirius. С марта по июль Carysfort действовал из Портсмута.
Май, капитан Джордж Манди (англ. George Mundy); 18 июня мистер Даймонд (англ. W. Diamond), боцман Carysfort, предстал перед военно-полевым судом в Портсмуте за самовольную отлучку. Он был признан виновным и списан с корабля. 1 августа Carysfort вернулся в Плимут, был рассчитан и сразу же возвращен в строй, и 6 августа перешел в Барн Пул, для ремонта и замены такелажа. В конце года капитан Манди переведен на HMS Hydra.
Сентябрь, капитан Роберт Фэншоу (англ. Robert Fanshaw).
1804 — март, ушел на Ямайку; 26 марта Carysfort вышел из Корка с HMS Apollo и 69 торговыми судами, конвоем в Вест-Индию. Когда вечером 1 апреля ветер зашел, Carysfort и около 30 «купцов» повернули фордевинд и таким образом избежали участи Apollo и остальных, которые разбились на португальском берегу.
Июнь, капитан Фэншоу умер, вместо него капитан Джон Вудкомб (англ. John Woodcombe). По другим данным, после смерти капитана Фэншоу в 1804 году коммодор Худ сделал Маккензи полным капитаном и назначил на Carysfort.
1805 — капитан Кеннет Маккензи (англ. Kenneth MacKenzie), Подветренные острова; он был тяжело ранен годом раньше, командуя HMS Hippomenes, но ему пришлось ждать получения пенсии в 250 фунтов за ранение до июня 1815 года; он умер в 1824 году в возрасте 45 лет.
1806 — март, капитан Кеннет Маккензи; в Вест-Индии взял 18-пушечный французский Lutine;
К рассвету 24 марта, в 170 милях к NE от Мартиники, Carysfort уже 30 часов преследовал бриг, когда с подветра был замечен HMS Agamemnon. Он успешно блокировал бригу отход и сообща его заставили сдаться. Бриг оказался французским Lutine, капитан Дешантёр Кроке́ (фр. Dechauteurs Crocquet), 33 дня как из Лориана, назначением на Мартинику. Новый корабль имел 18 пушек, две из которых были сброшены за борт во время погони, и по словам капитана Agamemnon Берри (англ. Berry), подходил для службы Его величества. Он действительно был взят в Королевский флот, и назван HMS Hawk.
В июле спас 65 тяжело нагруженных торговых судов в Сент-Китс от уничтожения, когда письмо от капитана Scorpion Картарета (англ. Cartaret) предупредило его, что на Мартинику прибыла французская эскадра контр-адмирала Вильоме. Carysfort  вместе с подопечными бежал под ветер и тем избег противника, вышедшего из Форт-Ройяла 1 июля. Когда французы достигли Сент-Китса, им только удалось захватить 7 «купцов», которые опоздали к конвою, а 9 других были под защитой форта Бримстон-хилл и береговой батареи.
Август, выведен в резерв в Дептфорде.
1813 — 28 апреля продан в Дептфорде.